# Der dicke Polizist
Der dicke Polizist (2005 bis 2014 unter dem Kürzel ddp) ist eine 1993 gegründete deutschsprachige Punkrockband. 

## Geschichte
Die Band wurde 1993 von Matthias Schwickert (Gesang, Gitarre) und Marco Buchner (Bass), die heute als „Schmatzel“ und „Wuschel“ noch in der Band sind, „Zitro“ Christian Lieser (Schlagzeug) und „Häns“ Hans Staat (Gitarre) gegründet. Im Jahr 1994 erschien ihr erstes Demo Keine Liebe, keine Gerechtigkeit. Die Band wurde durch viele Konzerte zunehmend bekannter. Außerdem spielten sie unter anderem als Support von WIZO oder den Dödelhaien. Nun erschienen einzelne ddp-Lieder auch auf einigen Samplern und 1997 ihr zweites Demo Wir haben's satt, das sehr schnell vergriffen war. Im Jahr 1998 kam dann ihr drittes und letztes Demo Was den lieben Nachbarn stört raus, welches die Aufmerksamkeit von Nix-Gut Records auf sich zog. Im selben Jahr erschien bei dem neuen Label das erste Album Es geschah am helixten Tag. Das Album war im Vergleich zu anderen Bands der Punk-Szene recht erfolgreich und bekam einige positive Kritiken. Im Jahr 2001 beschloss die Band, sich aufgrund mangelnder Motivation aufzulösen.

### Wiedervereinigung
Matthias Schwickert startete allerdings einen neuen Versuch und gründete die Band mit Carsten Schmidt („Capri“) und Claus neu. Ab 2002 spielten sie in dieser Zusammenstellung ...und die Hoffnung stirbt zuletzt ein. Claus verließ im selben Jahr jedoch aus persönlichen Gründen die Band und „Wuschel“ stieg wieder als Bassist ein. Thorsten, bekannt als „derThorsten“ kam ein halbes Jahr später als zweiter Gitarrist hinzu. So nahmen sie 2004 zusammen mit der Band Razzia das Live-Split-Album auf, auf dem sie auch die ersten neuen Lieder präsentierten.

### Umbenennung
Im Jahr 2005 wurde der Name „Der Dicke Polizist“ in schlicht „ddp“ geändert, da der alte Name oft dem Fun-Punk zugeschrieben wurde. So hieß auch das im selben Jahr erschienene Album ddp. Nach der Tour war 2006 eine Ruhepause geplant. Doch diese wurde aufgrund einer Razzia bei ihrem Label Nix-Gut gestrichen und die Band beteiligte sich an der von Nix-Gut geplanten Tour mit dem Slogan: „Wir lassen uns das Dagegensein nicht verbieten!“ Die Pause legte ddp dann Anfang 2007 ein.
2008 wechselte die Band von Nix-Gut zu Impact Records und veröffentlichte dort das Album Alexithymie mit dem Videoclip zum Lied 999. Das Album Tempo Alter! erschien am 30. September 2012 bei Dritte Wahl Records.
Im Jahr 2014 kehrte die Band auch namentlich zurück zu ihren straighten musikalischen Punkrock-Wurzeln und ist seitdem wieder als „Der dicke Polizist“ aktiv. Das erste Album unter neuem alten Namen erschien 2015 auf Dritte Wahl Records. Es handelt sich um die 5-Track EP „Naive Automaten“.

### Besetzungswechsel
Am 15. März 2014 kündigte Carsten „Capri“ Schmidt auf der Website der Band an, diese nach einem letzten gemeinsamen Konzert im Kölner Club Blue Shell am 28. März 2014 zu verlassen. Außerdem verließ Thomas, der erst seit Ende 2013 zur Besetzung gehörte, die Band wieder. Am 2. Mai 2014 wurden „Hörmen“ (Ex „Kings at Crime“) und „der Waldi“ (Ex „Kraut&Rüben“, „NiJuSan“ u. a.) als neue Bandmitglieder vorgestellt.

## Über „Der dicke Polizist“
In Besprechungen ihrer Platten wird des Öfteren erwähnt, dass Der dicke Polizist für eine Deutschpunk-Band außergewöhnlich tiefsinnige Texte mache. Dies ist sicherlich einer der Gründe dafür, dass die Band eine treue Fangemeinde hat.

## Diskografie
- 1994: Keine Liebe, keine Gerechtigkeit (Demo)
- 1997: Wir haben’s satt (Demo)
- 1998: Was den lieben Nachbarn stört (Demo)
- 1998: Es geschah am hellixten Tag (Album, Nix-Gut Records)
- 2002: ...und die Hoffnung stirbt zuletzt (Album, Nix-Gut Records)
- 2004: Live-Split-Album mit Razzia (Impact Records)
- 2005: ddp (Album, Nix-Gut Records)
- 2008: Alexithymie (Album, Impact Records)
- 2012: Tempo Alter! (Album, Dritte Wahl Records)
- 2015: Naive Automaten (Album, Dritte Wahl Records)
- 2025: …und die Hoffnung stirbt zuletzt (Albumrelease Vinyl, Sterbt alle Records)